# Mazara del Vallo
Mazara del Vallo är en ort och kommun på sydvästra Sicilien i kommunala konsortiet Trapani, innan 2015 provinsen Trapani,, i Italien och hade 51 488 invånare 2017. Mazara del Vallo gränsar till kommunerna Campobello di Mazara, Castelvetrano, Marsala, Petrosino och Salemi.
Staden ligger vid älven Mazaros mynning.